# Vladimir Vasicek
Vladimir Vasicek  (29 septembre 1919 – 29 août 2003) était un peintre tchèque.